# Amy-Leigh Hickman
Amy-Leigh Hickman (East Sussex, 16 september 1997) is een Engels actrice. Ze speelde in diverse films en series, waaronder The Left Behind, EastEnders en You.

## Filmografie

### Film
- 2019: The Left Behind, als Yasmin
- 2021: True Colours, als Ayesha

### Televisie
- 2010-2012: Tracy Beaker Returns, als Carmen Howle
- 2011: Tracy Beaker Survival Files, als Carmen Howle
- 2013: Strike Back, als Ester Kamali
- 2013-2016: The Dumping Ground, als Carmen Howle
- 2014: The Dumping Ground Survival Files, als Carmen Howle
- 2015: Doctors, als Sara Boswell
- 2015: Casualty, als Aisha Karim
- 2016: The Dumping Ground: I'm..., als Carmen Howle
- 2016-2017: EastEnders, als Linzi Bragg
- 2017-2019: Ackley Bridge, als Nasreen Paracha
- 2018: Safe, als Sia Marshall
- 2020: Our Girl, als Mimi Saunders
- 2020: Tin Star, als Saima Saleem
- 2021: Innocent, als Bethany
- 2022: The Unstoppable Yellow Yeti, als Rita (stemrol)
- 2023-2025: You, als Nadia Farran
- 2023: Ruby Speaking, als Ellie

### Computerspellen
- 2011: Tracy Beaker Returns: You Choose, als Carmen Howle
- 2013-2014: The Dumping Ground Game, als Carmen Howle
- 2015: The Dumping Ground: You're the Boss, als Carmen Howle

## Theater
- 2014: Aladdin, als Prinses Jasmine
- 2015: Sleeping Beauty, als Jill
- 2016: Sleeping Beauty, als Prinses Briar Rose
- 2018: Beautiful Thing, als Leah
- 2021: East is East, als Meenah